# Wei Chun-heng
Wei Chun-heng (Taipei, 6 luglio 1994) è un arciere taiwanese.

## Carriera
Nel 2016 ha partecipato ai Giochi olimpici di Rio de Janeiro piazzandosi in nona posizione nel ranking round con 679 punti nella gara individuale e, insieme ai compagni di squadra Kao Hao-wen e Yu Guan-lin in settima posizione con 1995 punti.
Nel primo giorno di gare viene subito eliminato al primo turno dall'Indonesia per un punteggio di 6-2.
L'8 agosto 2016 vince facilmente per 6-0 contro il fijano Rob Elder al primo turno ma viene eliminato ai sedicesimi di finale dal thailandese Witthaya Thamwong allo shoot-off.
Nell'ottobre del 2017 vince la medaglia d'argento ai mondiali di Città del Messico 2017 venendo battuto solamente in finale dal coreano Im Dong-hyun.

## Palmarès
- Giochi olimpici

Tokyo 2020: argento nella gara a squadre.
- Mondiali

Città del Messico 2017: argento nella gara individuale.
- Campionati asiatici

Bangkok 2015: bronzo nella gara a squadre.